# Hümpfershausen
Hümpfershausen település Németországban, azon belül Türingiában. Lakosainak száma 418 fő (2017. december 31.). Hümpfershausen Friedelshausen, Roßdorf és Schwallungen községekkel határos.

## Népesség
A település népességének változása:

| 2017 | 418 |